# Monte Sir Sandford
Il Monte Sir Sandford è la montagna più alta dei Monti Selkirk, situato nel Nord della provincia canadese della Columbia Britannica. 
Con i suoi 3.519 metri sul livello del mare è la dodicesima cima della provincia. 
La sua prima scalata risale al 1912.
La montagna è stata così nominata in onore di Sir Sandford Fleming, un ingegnere ferroviario della Canadian Pacific Railway.